# عزيزة شكري حسين
عزيزة شكري حسين، (30 مايو 1919 - 2015) كانت خبيرة رعاية اجتماعية مصرية وداعية بارزة في تنظيم الأسرة. كانت نشطة في الحركة النسائية في مصر. في عام 1962، أصبحت عزيزة أول امرأة تمثل مصر في الأمم المتحدة وشغلت منصبها في لجنة الأمم المتحدة المعنية بوضع المرأة لمدة خمسة عشر عامًا. حصلت على دكتوراه فخرية من جامعة مين والجامعة الأمريكية في القاهرة.

## سيرتها
ولدت عزيزة في زفتى. كان والدها المصري جراحاً وكانت والدتها من أصل تركي. في عام 1947 تزوجت عزيزة من الدبلوماسي المصري الدكتور أحمد حسين. وتوفيت في عام 2015.
أصدرت كتابا علم 2015م عن سيرتها الشخصية بعنوان "روح الحاج: مذكرات" (A Pilgrim soul: memoirs). 